# 摩耳甫斯

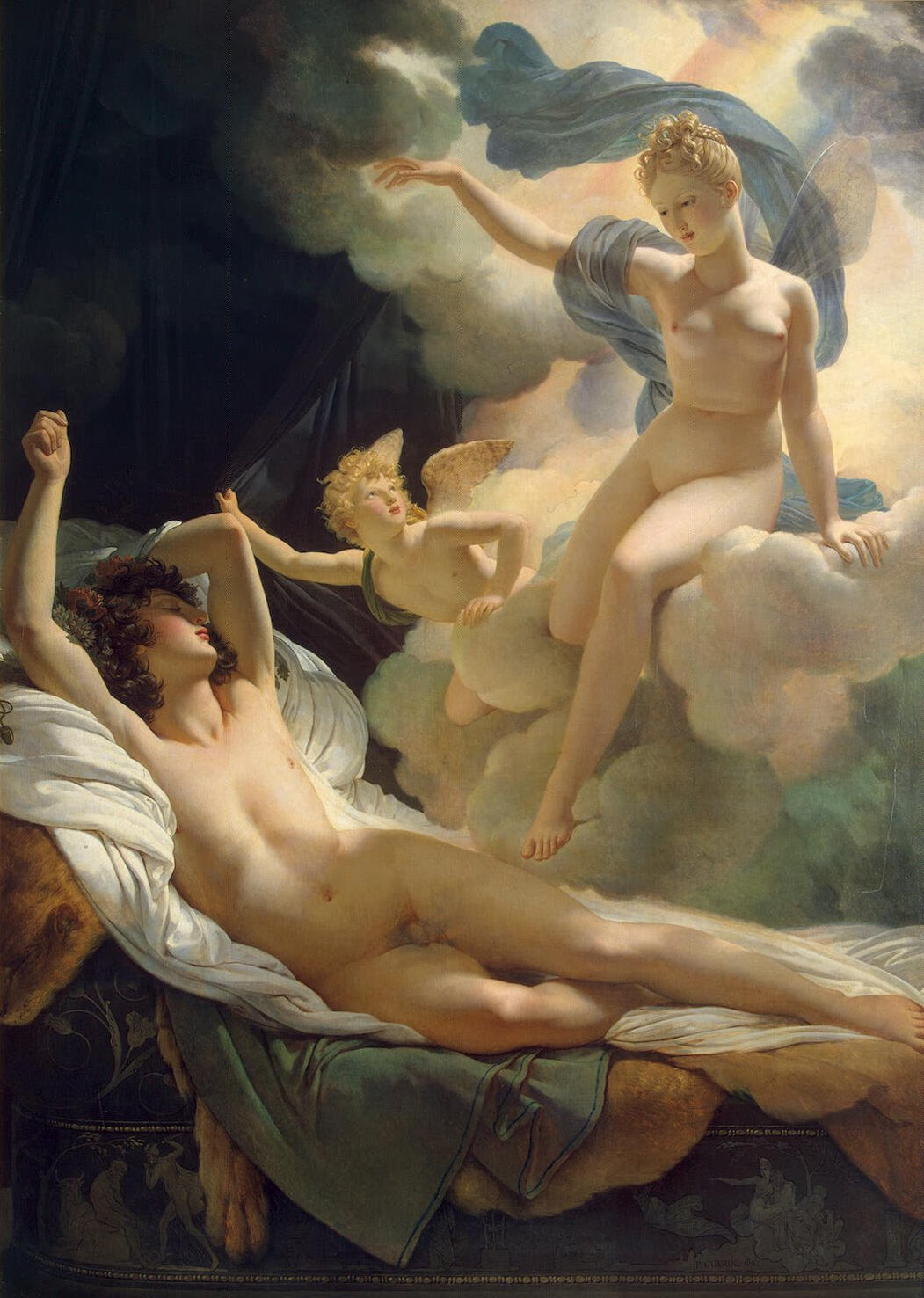
摩耳甫斯及伊里斯，皮耶爾—納西斯·蓋蘭（Pierre-Narcisse Guérin）的作品

摩耳甫斯（希腊语：Μορφέας）是希臘神話中的夢神。他能夠在人的夢中化成不同人的形象。
許普諾斯三千位兒子，奧涅伊洛斯（Oneiros）(希臘神話中的夢囈神族)（三千夢神）之首。
芳塔索斯、佛貝托爾為其兄弟。

## 《變形記》中的摩耳甫斯
據古羅馬詩人奧維德的《變形記》，他是睡神許普諾斯的兒子。黑夜女神妮克絲是他的祖母。他會收集人類的夢，而他的兄弟佛貝托爾和芳塔索斯則會化成動物和無生命的形象於夢中出現。他們與許普諾斯一起掌管夢的國度。
在《變形記》中，摩耳甫斯身上有一對無音翼（拉丁語：nullos strepitus facientibus alis），可以靜悄悄的出現人的夢中，如同人類在作夢時是在無意識的情況下產生，所以摩耳甫斯是古希臘人對夢現象的解析。
《變形記》第350行有以下的描述：
| Morphea: non illo iussos sollertius alter exprimit incessus vultumque sonumque loquendi; adicit et vestes et consuetissima cuique verba; sed hic solos homines imitatur | 摩耳甫斯：不論是型體、體態、神情、腔調， 經他呈現無不唯妙唯肖， 甚至連穿著和個人的特殊措詞也難不倒他。 不過他的權責僅限於化為人類外型。[3] |
古希臘人似乎也相信人死托夢的現象，摩耳甫斯的能力讓他專做這種事。
赫斯珀洛斯之子刻宇克斯（Ceyx）的船隊在海上遇難多時，因為無生還者而無人得知科宇克斯死訊，其妻阿尔库俄涅（Alcyone）天天向諸神請願還君早歸，天后赫拉不願喪夫的阿尔库俄涅污染其祭台，命神使伊里斯到睡神窟，要他在阿尔库俄涅的夢中透漏刻宇克斯身亡消息。睡神遂指派摩耳甫斯變形為刻宇克斯的形象入到阿尔库俄涅的夢中，告知自己的死訊，因為摩耳甫斯模仿刻宇克斯死像和言行舉止非常相像，導致阿尔库俄涅一度信以為真。
摩耳甫斯亦會在國王與英雄的夢中出現，因此，人們往往稱他為「希臘的夢神摩耳甫斯」，以顯示出他的地位高於其兄弟。

## 其他文學作品中的摩耳甫斯
英國詩人愛德蒙·史賓沙於1590年創作的《仙后》中也提及到摩耳甫斯。他在一個燈火昏暗的洞穴裏，睡在一張黑檀木製的床上，周圍佈滿罌粟花。

## 衍生字
由於他擁有使人入夢的能力，英語中嗎啡（morphine）一詞正是源自摩耳甫斯。

## 字源
拉丁語：Morpheus，希臘語：Μορφεύς（Morpheús，形狀）。源自於動詞：μορφόω（塑造）；μορφή（形狀）是從動詞而來的陰性名詞。古羅馬詩人奧維德的《變形記》（Metamorphoses）就是從希臘語的μετά（meta，變化）＋μορφή（morphe，形狀）所組成的，意思為「變換型態」。

## 外部連結
- （英文） Theoi Project：摩耳甫斯 （页面存档备份，存于）